# Националь (гостиница, Москва)
Гости́ница «Национа́ль» — московский отель, расположенный на Моховой улице, 15/1. Построен в 1900—1902 годах по проекту архитектора Александра Иванова. На момент открытия считался одним из самых престижных в Москве.
После Революции 1917 года несколько лет в здании размещалось общежитие для чиновников советского правительства. В 1932 году гостиницу возродили под прежним названием.

## История

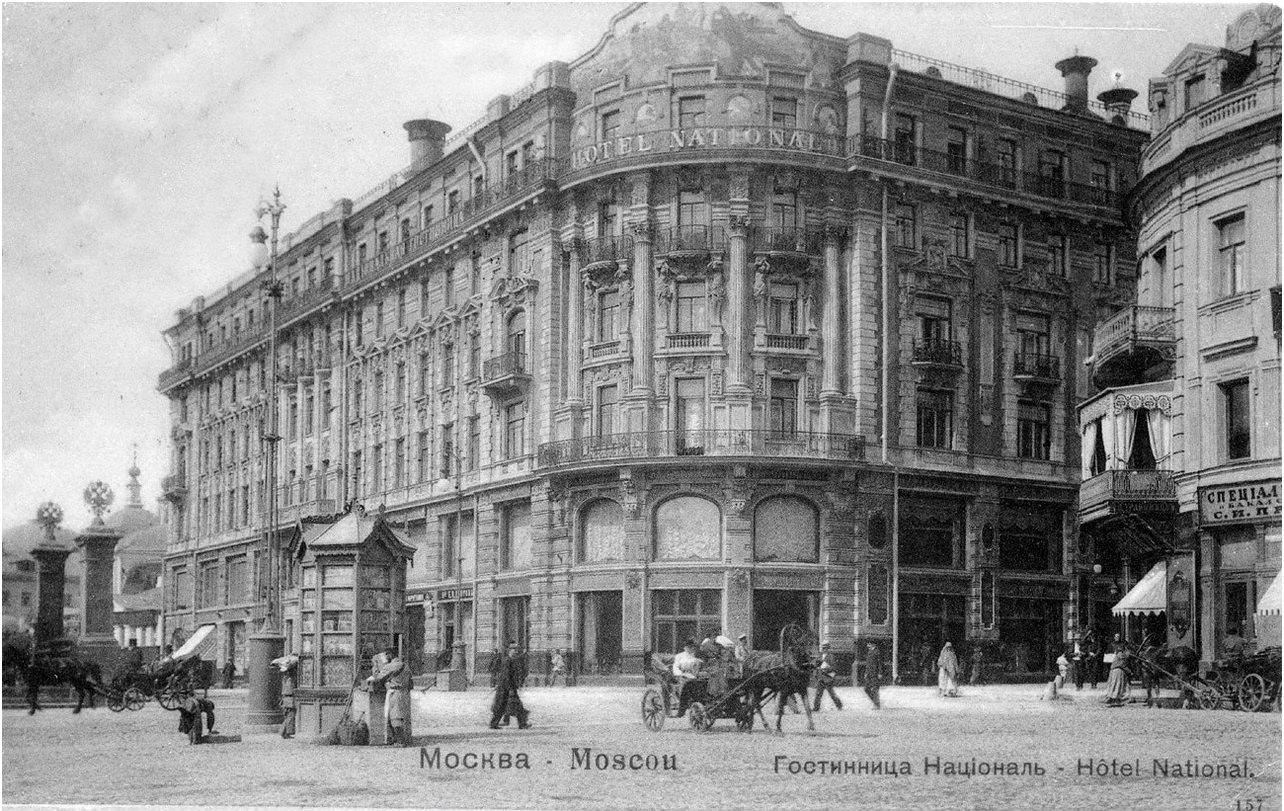
Вид на гостиницу «Националь», 1904 год

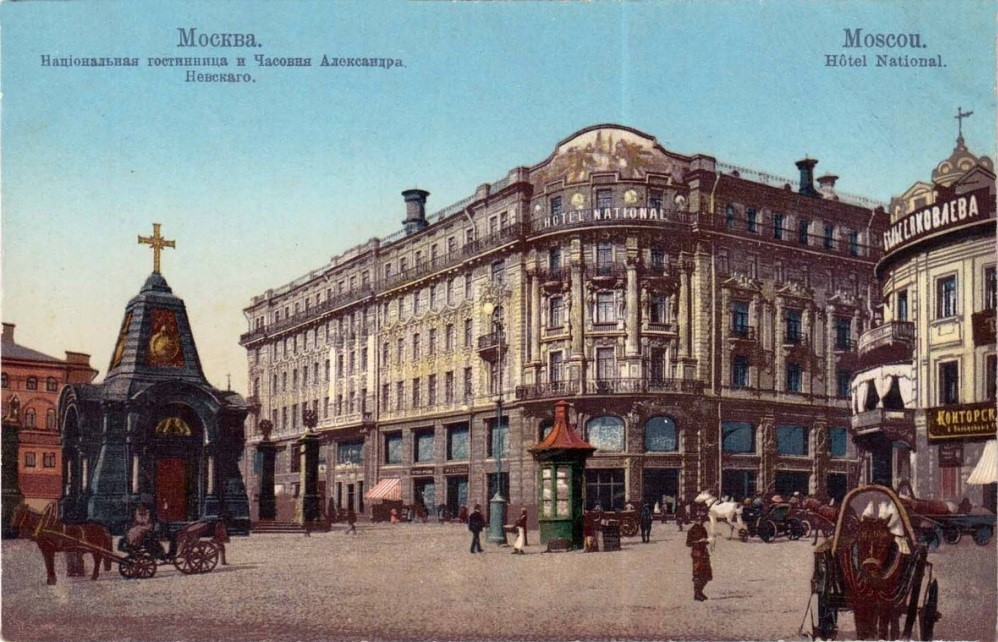
Гостиница на дореволюционной открытке, 1917 год

### Российская империя

#### Строительство
В 1900 году участок в начале Тверской улицы, где размещался старый трактир «Балаклава», приобрело Варваринское акционерное общество домовладельцев. Компания решила построить на этом месте новую фешенебельную гостиницу, проект которой заказала у петербургского архитектора Александра Иванова. Здание было выполнено в стиле модерн с декоративными элементами неоренессанса и неоклассицизма. Фасад отделали природными камнями, керамическими плитками и лепниной. Угловой аттик украшало майоликовое панно «Аполлон и музы», созданное художниками Сергеем Чехониным и Александром Головиным на керамическом заводе предпринимателя Саввы Мамонтова «Абрамцево».
Здание возводили с использованием передовых материалов: железобетона, облицовочного кирпича, гидроизоляционных материалов. При реставрации гостиницы в 1994—1995 годах был проведён анализ раствора, которым зафиксировали венчающий карниз. Результаты показали, что строители провели специальные технологические мероприятия, которые обеспечили высокую влагоустойчивость раствора и, как следствие, практически идеальную его сохранность 90 лет спустя после строительства.
Архитектор Иванов использовал несколько технологических новшеств и при создании интерьеров. В частности, на парадной лестнице он сделал ажурные мраморные ступеньки без косоуров, из-за чего создаётся ощущение, будто они парят в воздухе. В действительности ступеньки зафиксированы на металлоконструкциях, спрятанных в стене.

### Фешенебельный отель
29 декабря 1902 года состоялось торжественное открытие гостиницы, а 1 января 1903 года заселились первые постояльцы. Помещения в шестиэтажном здании частично сдавались в аренду. На первых двух размещались рестораны, кондитерская Чуева, магазины меховых изделий братьев Петуховых и чаеторговца Перлова.
Гостиница была оснащена по последнему слову техники. В ней установили лифты, что считалось большой диковинкой, а также мебель и люстры исключительно импортного производства. Все 160 номеров оснащались ватерклозетами и телефонами. Соответственно, цены на проживание были довольно высокими — до 25 рублей в сутки.
Гостиница стала излюбленным местом проживания петербуржцев и иностранцев. Здесь останавливались писатель Дмитрий Мережковский и поэтесса Зинаида Гиппиус, балерина Анна Павлова и композитор Николай Римский-Корсаков. В 1913-м в гостинице проживал писатель Анатоль Франс, а год спустя — писатель-фантаст Герберт Уэллс. С отелем «Националь» связано несколько памятных эпизодов. В этом здании 3 октября 1910 года скончался от паралича сердца первый председатель Государственной думы Сергей Муромцев. Весной 1906-го при подготовке эсерами покушения на московского генерал-губернатора Фёдора Дубасова в гостинице по фальшивому паспорту жил террорист Борис Вноровский. Он выбрал номер с окнами на Тверскую улицу, чтобы следить за выезжавшим из резиденции чиновником.

### Советское время

#### 1-й Дом Советов
В начале 1918 года после переноса столицы РСФСР в Москву гостиница «Националь» была национализирована и переименована в 1-й Дом Советов. В бывших номерах временно поселились советские чиновники наркоматов. До переезда в Кремль в люксе № 107 на третьем этаже жили председатель Совнаркома Владимир Ленин и Надежда Крупская.
Летом 1924-го в Москве состоялся V конгресс Коминтерна. Приглашённые зарубежные социалисты разместились в бывшем «Национале». 2 августа они с балкона приветствовали демонстрантов, которые прошли мимо с транспарантами «Спасение мира от новых войн в диктатуре пролетариата».
В номере № 326 с декабря 1920 года по апрель 1921 года проживал глава Республики Дагестан Джелал Коркмасов. В этом номере происходили встречи Коркмасова с послом правительства Мустафы Ататюрка в Москве — Али Фуадом и представителями турецкой делегацией до официального открытия «Московской Конференции по Турецкому вопросу».

#### Возрождение гостиницы

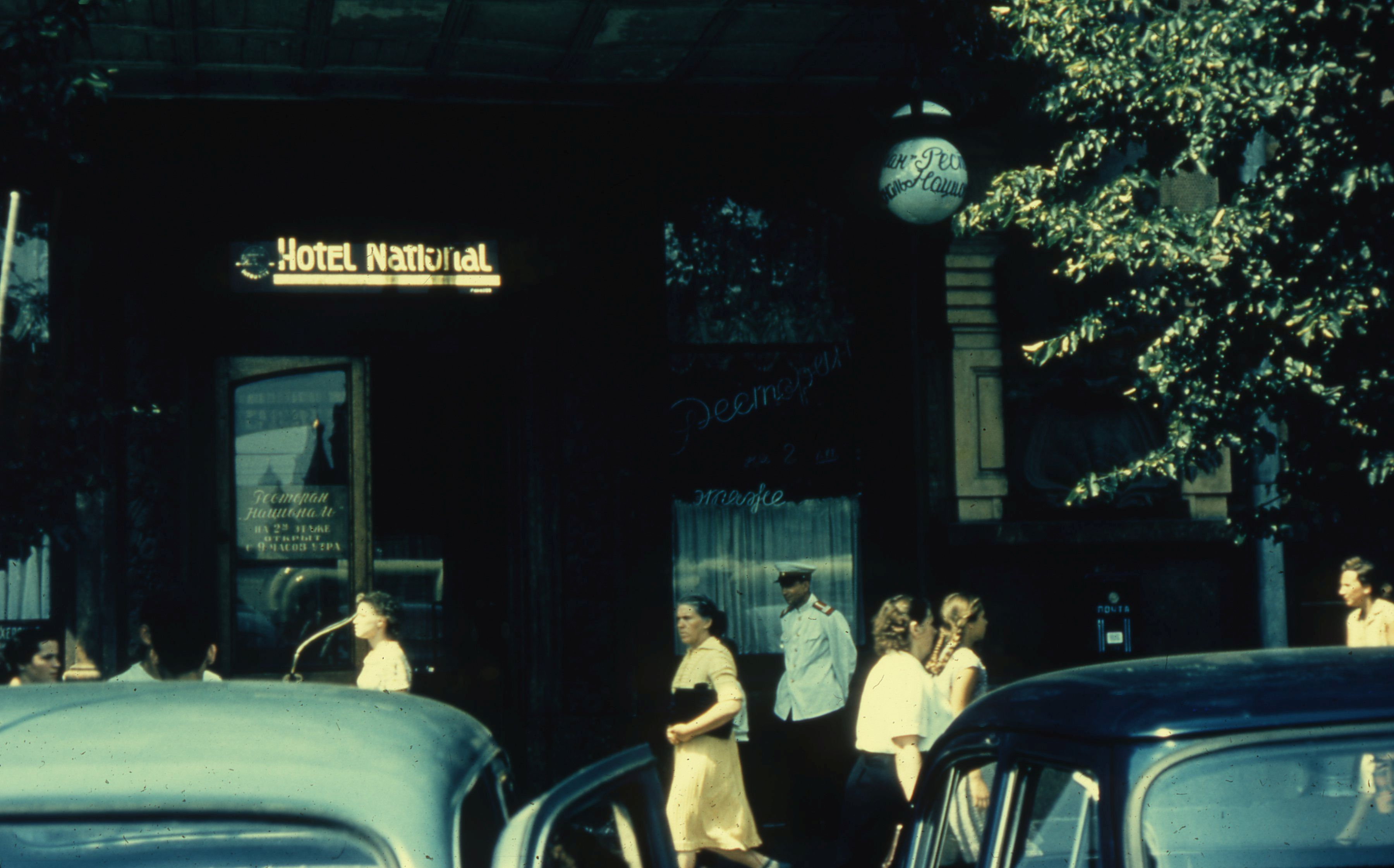
Вход в гостиницу и ресторан, 1958 год. Фото Томаса Хаммонда.

С 1 июля 1931 года по 31 декабря 1932 года в здании проводилась масштабная реконструкция и восстановление интерьеров гостиницы. Для обновлённых помещений использовали мебель из бывших резиденций аристократов, и, в частности, из Аничкова и Царскосельского дворцов. После восстановления гостиницы на втором этаже появились рестораны, названные в честь городов Золотого Кольца. Из «Московского» открывался лучший вид на Кремль. Окна ресторана «Суздаль» выходили на Тверскую и Охотный Ряд. Помещение, где впоследствии разместился ресторан «Кострома», в 1930-х годах занимала детская комната, там можно было оставить детей под присмотром педагогов.
В ходе реконструкции оригинальное майоликовое панно на фасаде заменили на новое, выполненное Иваном Рербергом. Тема изображения — труд советского рабочего — выполнена в рамках плана «Монументальной агитации и пропаганды», разработанной Лениным.
«Националь» предназначался, в первую очередь, для приезжих иностранцев. Соответственно, в гостинице существовали строгие порядки. По воспоминаниям Юдифи Язвиной, однажды в 1930-х годах её вместе с поэтами Михаилом Светловым и Михаилом Голодным не пропустил в гостиницу швейцар, одетый в ливрею с галунами. Вероятно, причиной для отказа послужило то, что Голодный был одет в простую косоворотку.

#### Советский отель

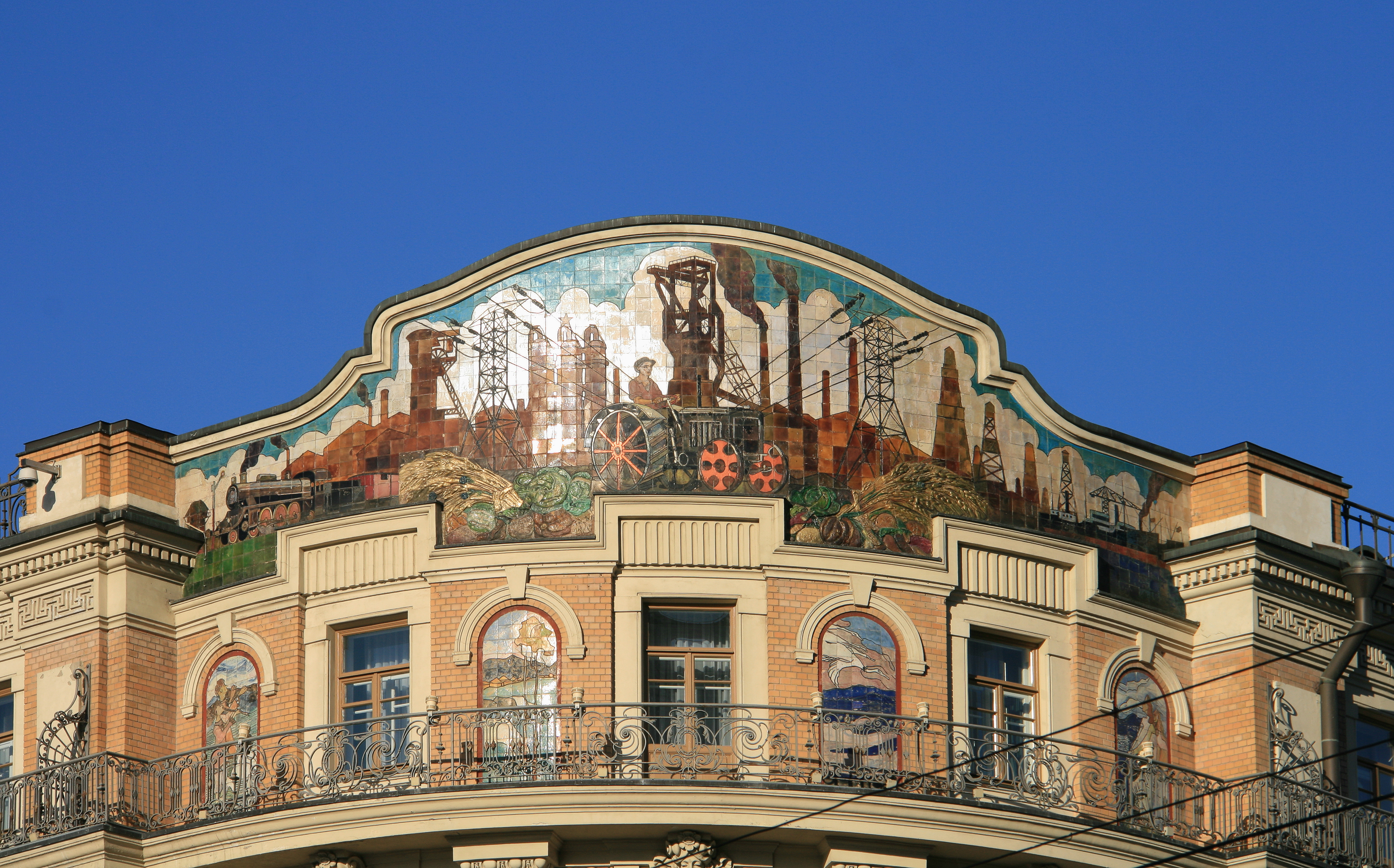
Советское панно на аттике, 2014 год

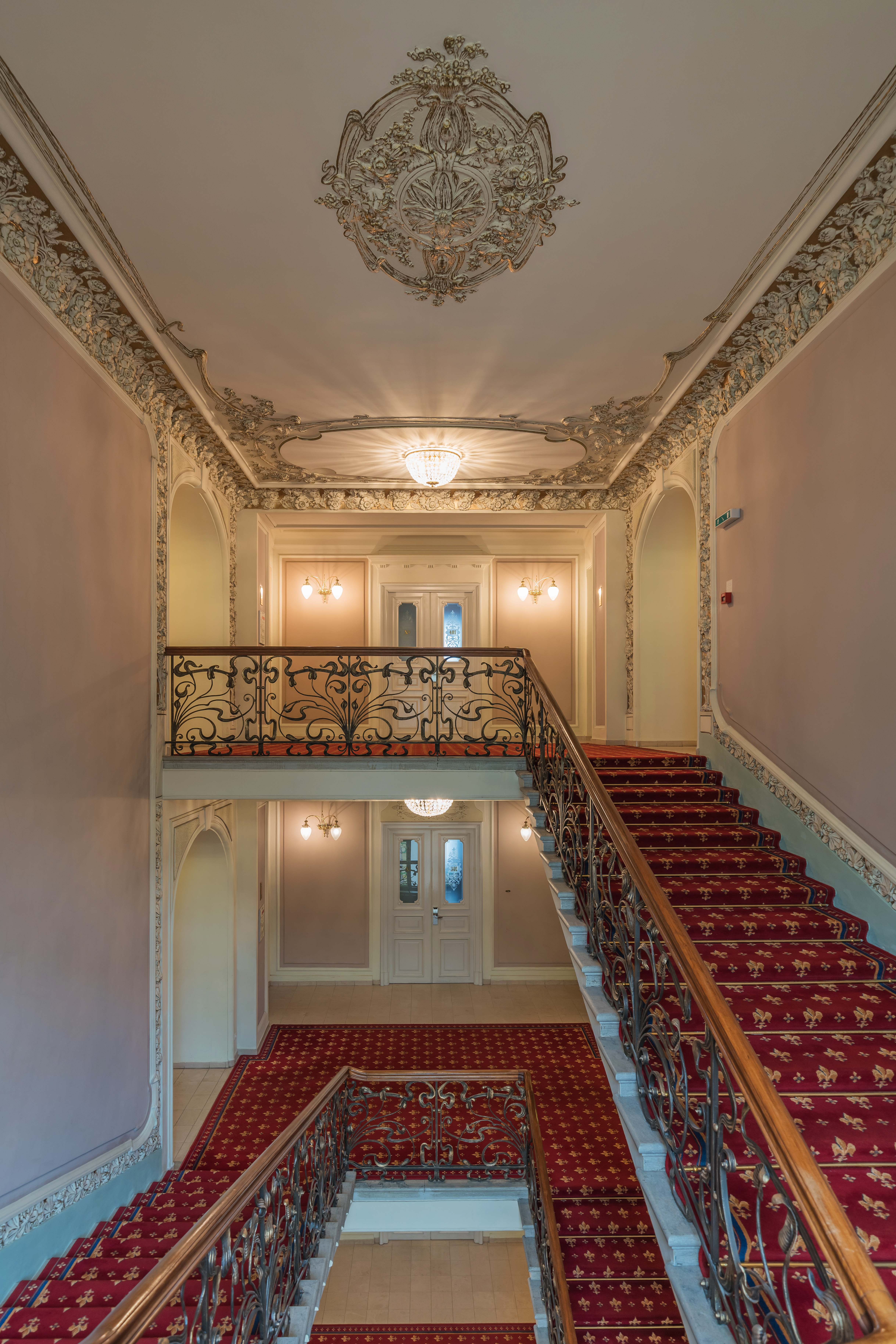
Парадная лестница гостиницы «Националь», современный вид

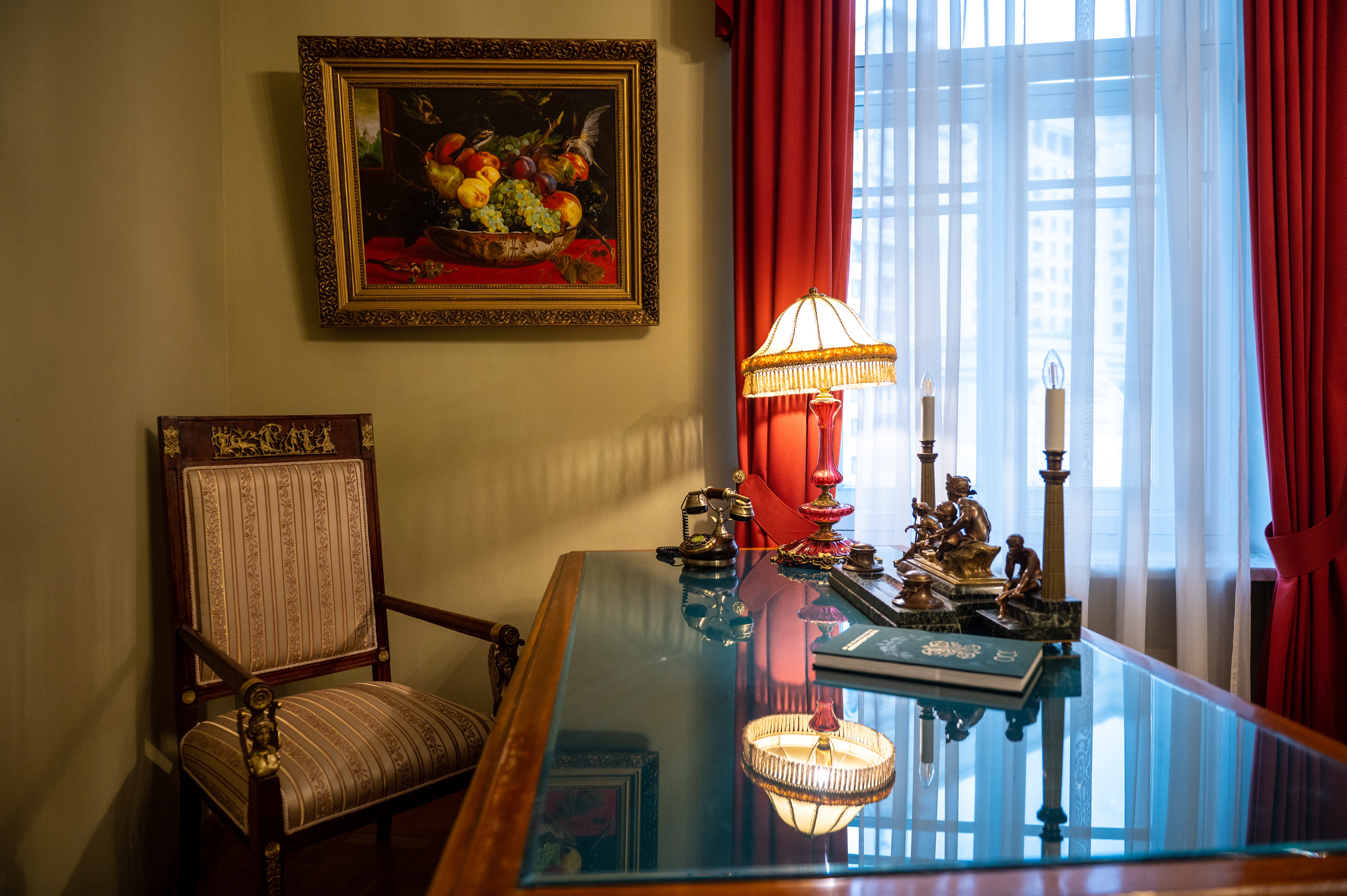
Интерьер номера, в котором в октябре 2007 года останавливался Президент Французской Республики Николя Саркози.

В 1936 году в Москву переехал австрийский социал-демократ профессор медицины Юлиус Тандлер. Он подписал контракт с Наркоматом здравоохранения и начал консультировать советских специалистов относительно строительства медицинских учреждений. Московские власти выделили ему номер в «Национале» с видом на Кремль. В годы Великой Отечественной войны в гостинице проживали зарубежные лидеры антифашистского движения и представители Красного Креста.
Во время приездов из Ленинграда в гостинице останавливался в люксе композитор Никита Богословский. После переезда в столицу он часто обедал в ресторане «Националя». Там же часто появлялся поэт Михаил Светлов, который проживал в Камергерском переулке. В ресторане можно было встретить и писателя Юрия Олешу. Существует легенда, что сын советского художника Бориса Иогансона Андрей, сидя в ресторане, нарисовал эскиз этикетки для водки «Столичной»: изображение на этикетке действительно соответствует виду, который открывается из окон «Националя» на гостиницу «Москва».
При разработке плана реконструкции улицы Горького (Тверская после переименования) было принято решение, что на левой стороне останутся без изменений здания «Националя» и Центрального телеграфа. Остальные дома, расположенные до Советской площади, подлежали сносу.
На раннем этапе выездного туризма в Советском Союзе в гостинице размещалось учреждение, где граждане могли официально обменять рубли на иностранную валюту. В 1974 году здание «Националя» внесли в список памятников истории и культуры, охраняемых государством. В том же году потолки залов на втором этаже были расписаны художником Иваном Николаевым. Хотя гостиница предназначалась для расселения почётных зарубежных гостей, в позднее советское время и само здание, и его внутренняя обстановка пребывали в неудовлетворительном состоянии.

### Современное состояние

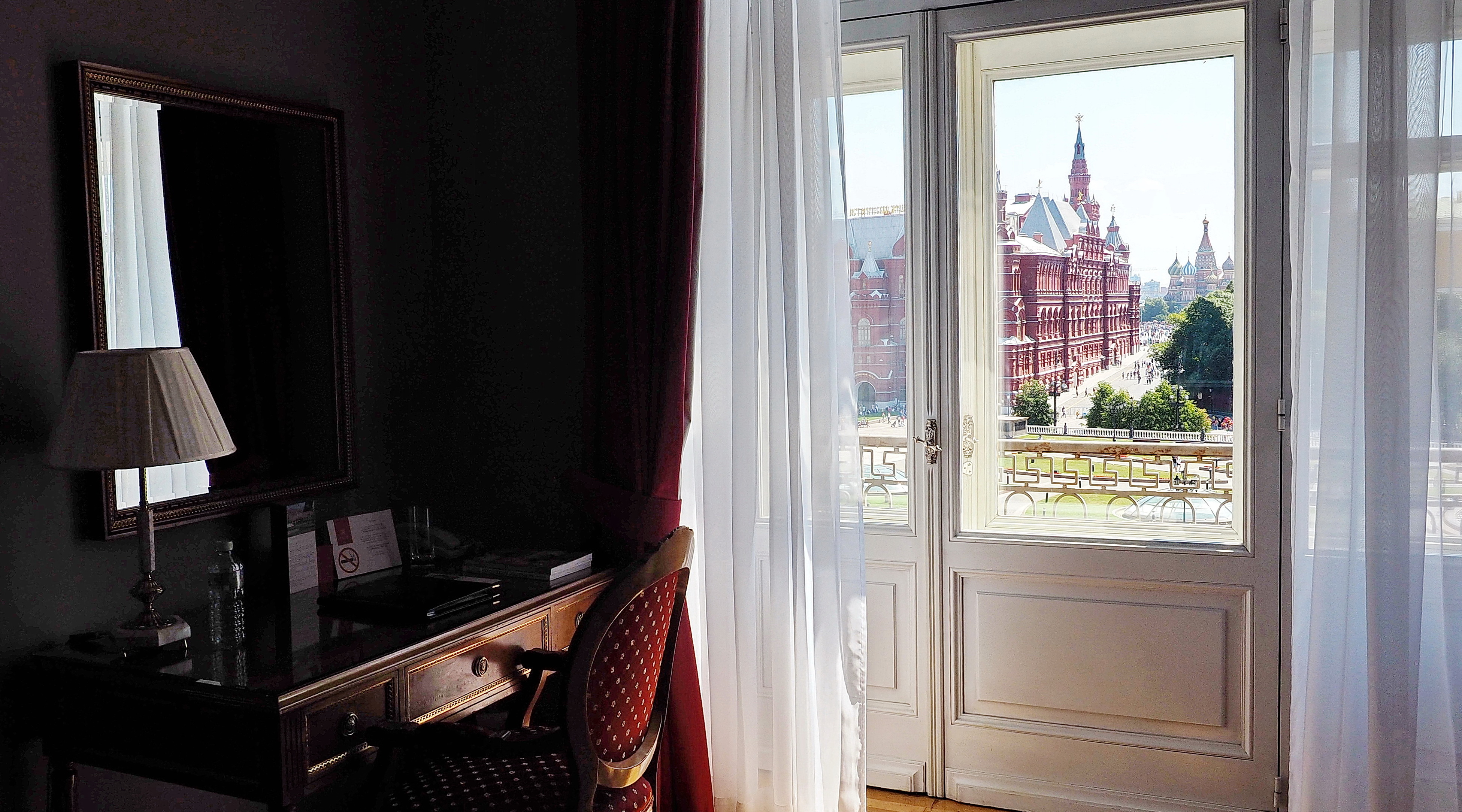
Вид из номера верхнего этажа на Государственный исторический музей, 2015 год

В 1980-х годах было принято решение о реставрации «Националя». В 1991-м генеральным подрядчиком была выбрана австрийская компания «Рогнер», также в работах принимало участие управление «Моспроект-2». Проект реставрации разработали австрийские архитекторы В. Хоффельнер и Е. Сурвилло. Работы были завершены в 1995 году. В гостинице восстановили несколько исторических люксов, где сохранилась антикварная мебель и предметы декора начала XX века. В президентском люксе установлен рояль Rud. Ibach Sohn, сделанный в Германии в XIX веке. Примечательно, что в здании на парадной лестнице сохранились оригинальные витражи 1902 года. 
В 2003 году рядом со зданием гостиницы произошёл теракт, во время которого погибло шесть человек и 14 — было ранено. Осенью 2010 года гостиница была преобразована из унитарного предприятия в открытое акционерное общество. 22 декабря 2011 года в Москве состоялся аукцион, где были выставлены на продажу акции гостиницы. Полный пакет приобрёл за 4,67 млрд рублей бизнесмен Саит-Салам Гуцериев, брат владельца «Русснефти».
В 2017 году на втором этаже отеля открылся ресторан «Белуга». В 2021 году ресторан получил одну звезду «Мишлен» и стал одним из девяти ресторанов Москвы, которые были отмечены звёздами в Красном гиде «Мишлен».
По состоянию на 2020 год «Националь» является единственным российским отелем бренда The Luxury Collection.

## Отель в искусстве
- В романе Андрея Белого «Москва под ударом» в гостинице останавливается японский математик Исси-Нисси[22].
- Завязка романа Виктора Пелевина «Священная книга оборотня» начинается с трагических событий в «Национале».